# 哈卡镇区
哈卡镇区為緬甸欽邦哈卡縣下辖的一个鎮區。2014年人口48,352人，區域面積4,280.6平方公里。該鎮區下分59個村莊。哈卡為該鎮區首府，且為欽邦首府。
哈卡镇区原屬法蘭縣的一部份，直到2012年6月1日第二次緊急會議中將哈卡镇区划归新设立的哈卡县。